# Gibbons (Alberta)
Pour les articles homonymes, voir Gibbons (homonymie).
Gibbons est une ville (town) du comté de Sturgeon, située dans la province canadienne d'Alberta.

## Démographie
En tant que localité désignée dans le recensement de 2011, Gibbons a une population de 3 030 habitants dans 1075 de ses 1111 logements, soit une variation de 14.7% avec la population de 2006. Avec une superficie de 7,392 2 km2, la ville possède une densité de population de 409,891 5 hab/km2 en 2011.
Concernant le recensement de 2006, Gibbons abritait 2 642 habitants dans 955 de ses 993 logements. Avec une superficie de 6,458 7 km2, la ville possédait une densité de population de 409,1 hab/km2 en 2006.
| 2001  | 2006  | 2011  | 2016  |
| ----- | ----- | ----- | ----- |
| 2 654 | 2 642 | 3 030 | 3 159 |